# NN-64
La carretera NN‑64 es una vía colectora secundaria ubicada en el departamento de Jinotega. Esta carretera conecta el municipio de Wiwilí de Jinotega con comunidades rurales situadas hacia el sur, en zonas productoras de café. Fue rehabilitada en el año 2015 por el MTI como parte de un plan de desarrollo rural.

## Trazado y cruces
| km   | Localidad / Punto    | Departamento | Conexión / Ruta |
| ---- | -------------------- | ------------ | --------------- |
| 0,0  | Wiwilí de Jinotega   | Jinotega     | Inicio          |
| 13,7 | Comunidad Las Torres | Jinotega     | Camino rural    |
| 27,4 | Finca cafetalera     | Jinotega     | Fin de ruta     |

## Coordenadas
Uno de los tramos de la NN‑64 puede ser encontrado en las coordenadas: 13°37′59″N 85°46′21″O / 13.6330, -85.7724